# Глостър
Гло̀стър (на английски: Gloucester) е град в Западна Англия, административен център на графство Глостършър. Населението наброява 123 200 жители (2007).

## Забележителности
Катедралата Глостър (1089 – 1499) съдържа елементи от всеки период на готическата архитектура, както и дори по-ранни следи от норманската архитектура. Криптата е норманска, корабът е ранна английска готика, а южният трансепт е декоративна готика. Южната веранда използва перпендикулярния ветрилообразен свод, докато манастирите на север от кораба имат, най-старите оцелели ветрилообразни сводове в Англия, датиращи от 1351 – 1379 години. 
- Катедралата в Глостър (1089 – 1499)
- Катедралата в Глостър свод и висок олтар (1089 – 1499)
- Ветрилообразни сводове

## Спорт
Представителният футболен отбор на града носи името АФК Глостър Сити.

## Известни личности
Родени в Глостър
- Чарлз Уитстоун (1802 – 1875), изобретател
- Робърт Диксън (р. 1939), езиковед

Починали в Глостър
- Етелстан (895 – 939), крал
- Мейбъл Колинс (1851 – 1927), писателка

## Побратимени градове
- Мец, Франция
- Трир, Германия от 1959 г.